# 태인초등학교 (전남)
태인초등학교는 대한민국 전라남도 광양시에 있는 공립 초등학교이다.

## 학교 연혁
- 1934년 4월 30일: 골약공립보통학교 부설 태금간이학교 인가
- 1943년 4월 1일: 골약동공립국민학교 인가
- 1943년 5월 19일: 골약동공립국민학교로 승격, 개교

## 참고 자료
- 태인초등학교 - 한국교육학술정보원 학교알리미